# Johan Åqvist

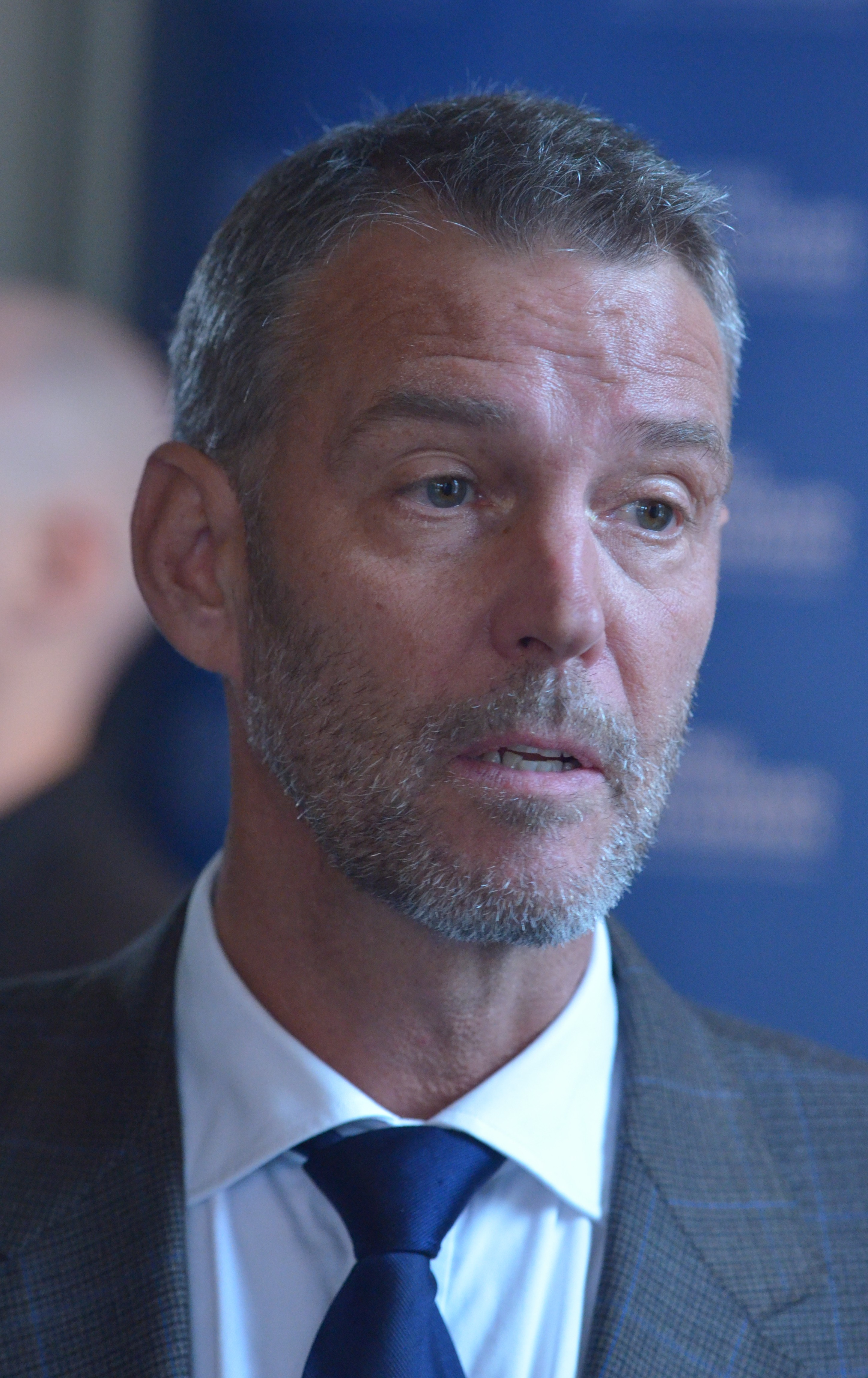
Johan Åqvist

Johan Åqvist, född 1959, är en svensk biokemist. 
Johan Åqvist disputerade 1987 vid Sveriges lantbruksuniversitet och är professor i teoretisk kemi vid Institutionen för cell- och molekylärbiologi på Uppsala universitet. Hans forskning berör ämnesområden som fysikalisk kemi, biokemi, farmakologi och medicin. 2009 invaldes han som ledamot av Kungliga Vetenskapsakademien.
Åqvist tillträdde som inspektor på Södermanlands-Nerikes nation i Uppsala på inspektorsskiftesbalen 12 mars 2011.
Åqvist är sedan 2015 ledamot av Vetenskapsakademiens Nobelkommitté för kemi, där han sedan 2021 agerat som ordförande.

### Fotnoter
1. ↑  Åqvist, Johan (1987) (på engelska). Protein dynamics and interactions: studied by theoretical methods. Uppsala: Sveriges lantbruksuniv. Libris 7434491. ISBN 91-576-3036-4
2. ↑  Kungl. Vetenskapsakademien: Fem framstående forskare invalda i akademien Arkiverad 17 februari 2010 hämtat från the Wayback Machine., pressmeddelande 16 december 2009